# Brulhois (AOC)
Le brulhois est un vin français AOC, anciennement labellisé VDQS sous le nom de côtes-du-brulhois, produit dans trois départements, le Lot-et-Garonne, le Tarn-et-Garonne et une petite partie du Gers, situés dans la région Nouvelle-Aquitaine et la région Midi-Pyrénées.

## Histoire

### Antiquité
Le vignoble du Brulhois apparaît avec l'arrivée des Romains sur la rive gauche de la Garonne. Les premières traces d'exploitation de la vigne remontent à l'époque gallo-romaine.

### Moyen Âge
La vicomté du Brulhois apparaît au Xe siècle. Ses vins ont été appelés « vins noirs » dès le XIIIe siècle. Au début du XIVe siècle, sous l'occupation anglaise, le terroir exporte ses produits par le fleuve. 48 000 hl de vin, mais aussi de la faïence, remontent ainsi la Garonne.

### Époque moderne
L'histoire de ce terroir se confond avec celle du duché d'Albret, auquel il est rattaché, à partir de 1515. Le duché d'Albret étant terre huguenote, le Brulhois souffrit des guerres de Religion.
Le duché fut uni à la couronne de France en 1607 à la suite de l'accession au trône d'Henri IV. Il fut alors cédé, avec le Brulhois, à Frédéric-Maurice de La Tour d'Auvergne, vicomte de Turenne, en 1651 en échange de la principauté de Sedan et Raucourt.

### Époque contemporaine
Au XXe siècle, le nom même de Brulhois est quasiment oublié mais la production de vin s'accroche à son terroir et depuis une trentaine d'années son renouveau donne nom et fierté au pays du Brulhois.
En 1984, les vignerons des côtes-du-brulhois obtiennent la reconnaissance de leurs vins comme vin délimité de qualité supérieure (VDQS). Ils obtiennent l'appellation d'origine contrôlée (AOC) le 14 octobre 2011. Le cahier des charges de l’appellation a été modifié en octobre 2024.

## Étymologie
Brulhois vient du mot gaulois brogilo qui signifie : « talus, bordure », « taillis », « bord de rivière boisé ». Brulhès en occitan signifie bord de rivière boisé.

## Situation géographique
Ces vignobles s'étendent au sud de la vallée de Garonne sur une partie des départements du Lot-et-Garonne, de Tarn-et-Garonne et du Gers. Il recouvre toute la tranche des terres anciennement boisées entre Garonne et coteaux gascons.

### Orographie
Le vignoble est implanté sur des coteaux ou en terrasses très caillouteux en bordure de la Garonne.

### Géologie
Enserrant la Garonne, le terroir du Brulhois est constitué de coteaux de graves et de plateaux ; les sols sont sablo-caillouteux en surface et argileux en profondeur, caractéristique des vignobles de qualité.

### Climatologie
Ce terroir viticole bénéficie d'un climat tempéré doux en automne, avec des printemps le plus souvent pluvieux et humides, des étés assez chauds et secs et des hivers doux. L'hiver est doux et le mois de janvier le plus froid comporte des températures proches de 5 °C. Le record de température minimale a été enregistré à −17,4 °C en janvier 1985. Au printemps, les températures sont en hausse régulière  avec des mois d'avril et de mai souvent pluvieux. L'été est chaud et sec et les records de chaleur sont réguliers. Les orages sont des phénomènes réguliers dont les précipitations sont abondantes et ponctuelles. Enfin, l'automne est doux et peu pluvieux.
| Mois                              | jan.  | fév.  | mars  | avril | mai  | juin | jui. | août | sep. | oct. | nov. | déc.  | année |
| --------------------------------- | ----- | ----- | ----- | ----- | ---- | ---- | ---- | ---- | ---- | ---- | ---- | ----- | ----- |
| Température minimale moyenne (°C) | 2     | 2,5   | 4,1   | 6,4   | 9,9  | 13   | 14,9 | 14,7 | 12,1 | 9,2  | 4,9  | 2,6   | 8,1   |
| Température moyenne (°C)          | 5,5   | 6,9   | 9,3   | 11,7  | 15,4 | 18,8 | 21   | 20,8 | 18,1 | 14,2 | 8,8  | 5,9   | 13,1  |
| Température maximale moyenne (°C) | 8,9   | 11,2  | 14,4  | 16,9  | 21   | 24,5 | 27,1 | 26,8 | 24,1 | 19,2 | 12,6 | 9,1   | 18    |
| Record de froid (°C)              | −17,4 | −21,9 | −10,5 | −3,4  | −1,6 | 3,9  | 7    | 4,7  | 1    | −4,4 | −8,6 | −12,1 | −219  |
| Record de chaleur (°C)            | 20,1  | 22,3  | 26,3  | 30,2  | 33,6 | 38,5 | 38,8 | 40,9 | 36,7 | 31,7 | 23,9 | 21,2  | 40,9  |
| Précipitations (mm)               | 59,6  | 54,6  | 53,8  | 62,1  | 79,5 | 62,2 | 53   | 55,7 | 59,3 | 59,9 | 60,5 | 65,4  | 725,9 |

## Vignoble

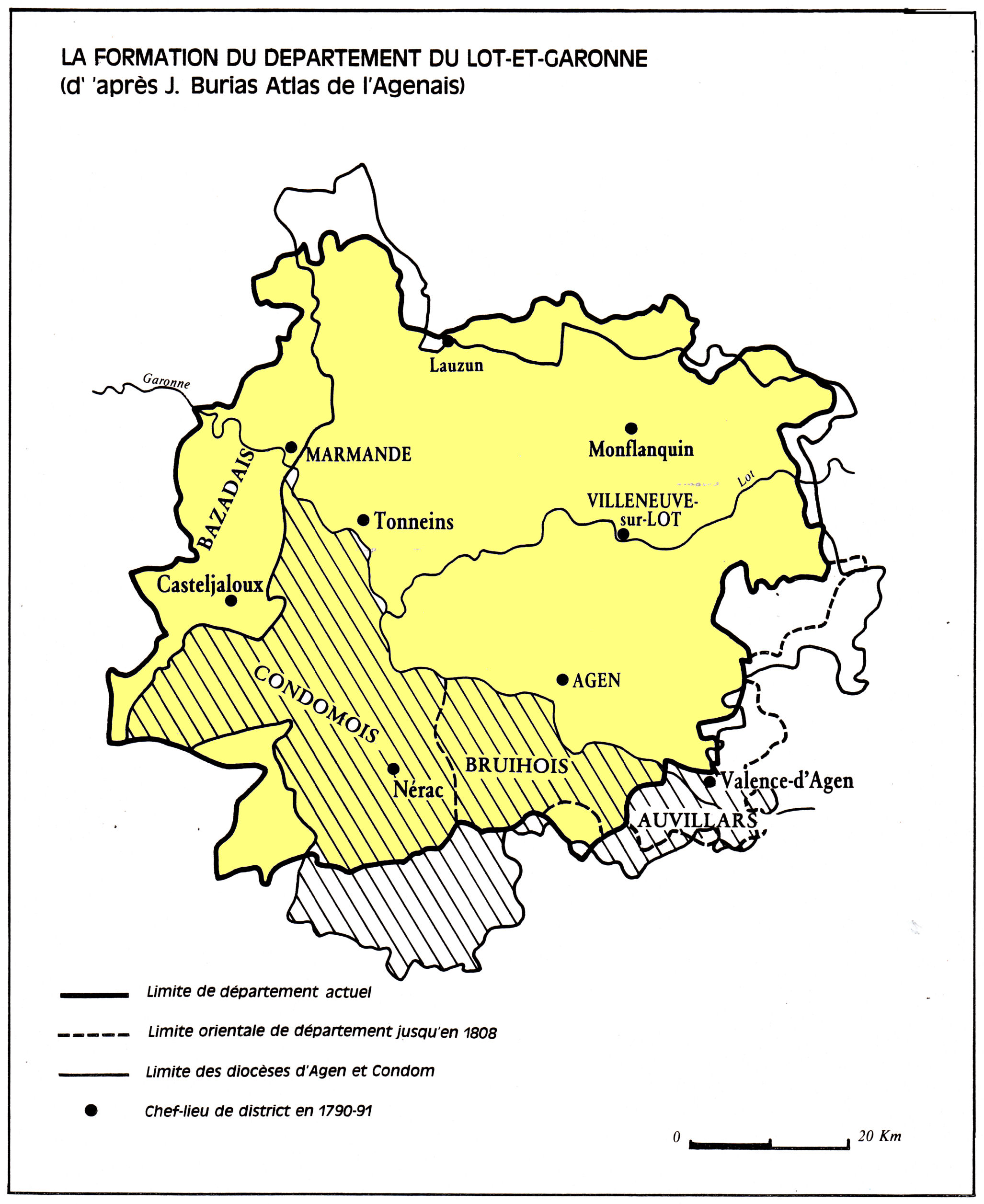
Délimitation des Côtes du Brulhois.

Une longue expérience a permis de déterminer les meilleures terres destinées au vignoble. Il s'étend sur 312 ha, essentiellement au sud de la Garonne, entre Agen et Valence-d'Agen.

### Présentation
Le vignoble s'étend sur :
- Département du Gers : Flamarens, Gimbrède, Peyrecave, Saint-Antoine.
- Département de Lot-et-Garonne : Astaffort, Aubiac, Caudecoste, Clermont-Soubiran, Cuq, Estillac, Fals, Fieux, Grayssas, Lamontjoie, Laplume, Layrac, Marmont-Pachas, Moirax, Nomdieu, Puymirol, Roquefort, Saint-Jean-de-Thurac, Saint-Pierre-de-Clairac, Saint-Romain-le-Noble, Saint-Urcisse, Saint-Vincent-de-Lamontjoie, Saumont.
- Département de Tarn-et-Garonne : Auvillar, Bardigues, Castelsagrat, Caumont, Donzac, Dunes, Gasques, Montjoi, Perville, Le Pin, Saint-Cirice, Saint-Clair, Saint-Loup, Saint-Michel, Sistels.

### Encépagement
L'encépagement comprend, outre le merlot, cépage de base, le tannat, le cabernet franc, le cabernet sauvignon, le malbec et le fer servadou.

### Méthodes culturales et réglementaires
La vigne est taillée en guyot, taille qui permet de garder un long bois et un courson à deux yeux. La charge ne doit pas dépasser 60 000 yeux francs à l'hectare. Les cépages des vins rouges sont égrappés. Les rosés sont obtenus par saignée.

### Terroir et vins

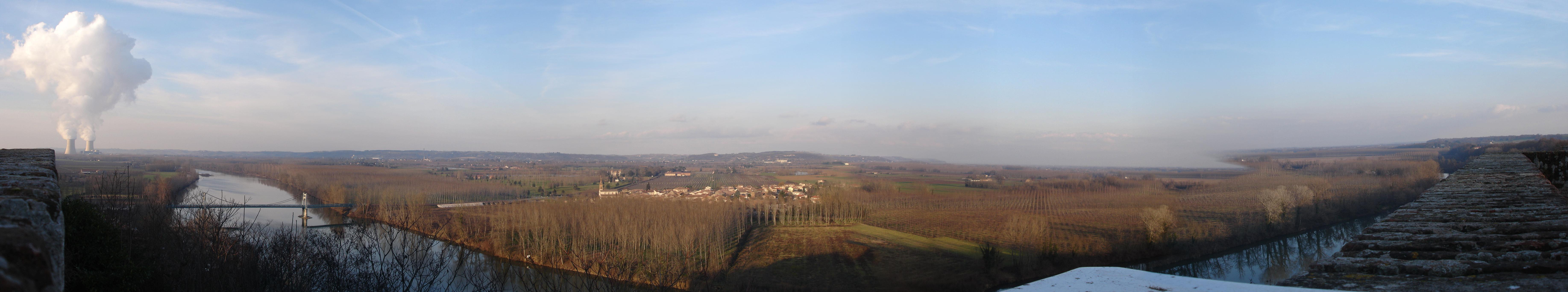
Vue depuis Auvillar du terroir du Brulhois, le long de la Garonne, le vignoble est au second plan, séparé du fleuve par des plantations arbustives.

Longtemps baptisé vin noir, le vin rouge a une robe très sombre due à la présence du tannat. Ces vins dégagent des arômes de fruits mûrs comme cerise et cassis, avec des notes de chocolat et de fleurs des champs (bleuet). D’après le Guide Hachette ‘Sur la route des vins’ (p . 269), ces vins sont généreusement bouquetés, avec des notes de champignons et d’épices.

### Type de vins et gastronomie

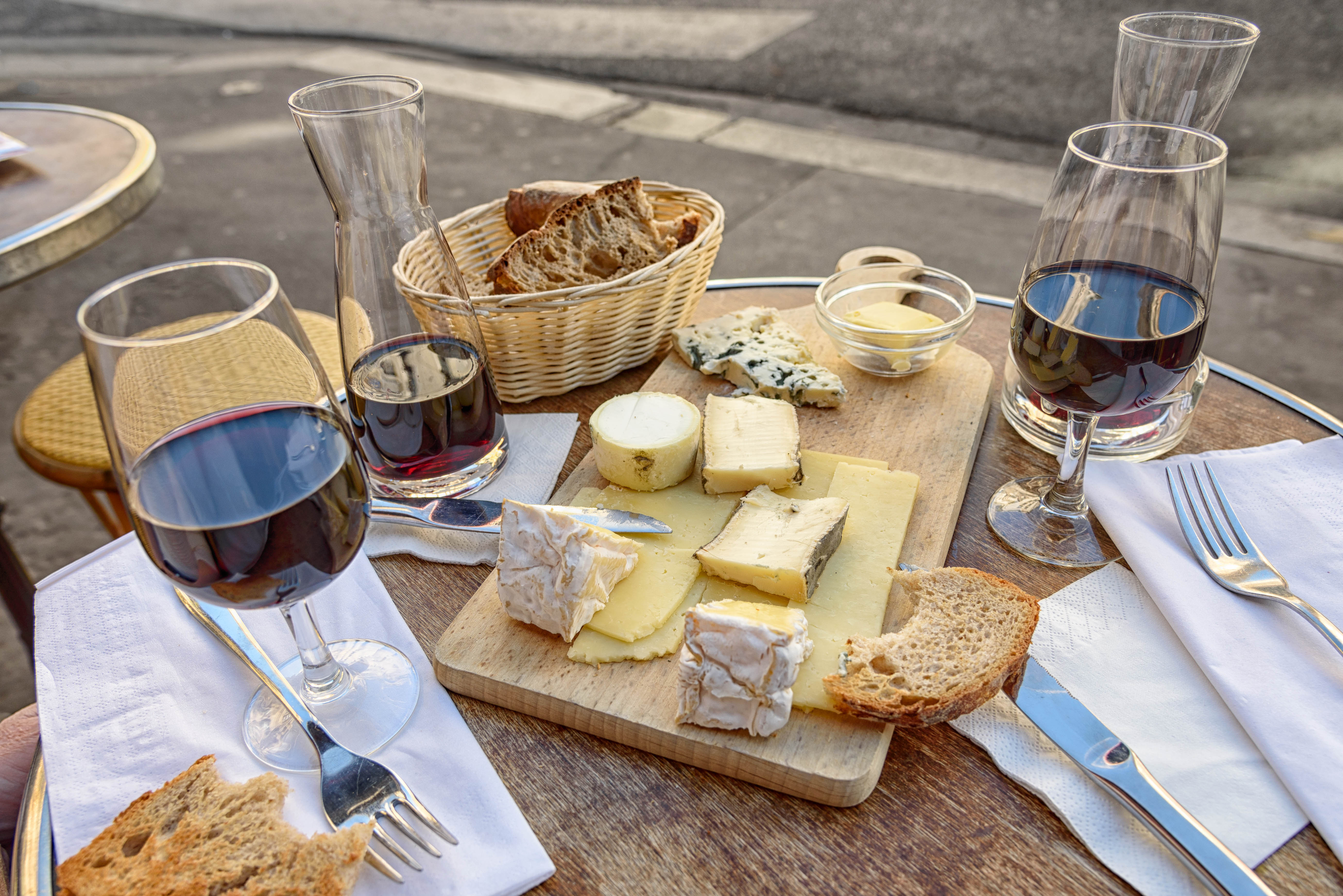
À Paris, dégustation de fromages et d'un rouge AOC Brulhois.

Ses vins rouges parviennent au summum de leur potentiel vers leur 5e année. Ce sont des vins charnus et généreux qui accompagnement la cuisine traditionnelle de la Gascogne.